# 乾溝皮粉蝨
乾溝皮粉蝨（学名：Pealius kankoensis）为粉蝨科皮粉蝨屬下的一个种。